# Halimedaceae
Halimedaceae es una familia monotípica de algas, perteneciente al orden Bryopsidales.
Consta de un solo género: Halimeda.

## Descripción
Halimeda es un género de algas verdes. El cuerpo de las algas (talo), se compone de segmentos calcificados de color verde. El carbonato de calcio se deposita en los tejidos, por lo que la mayoría no son comestibles para los herbívoros.
Halimeda es responsable de distintivos depósitos circulares en varias partes de la Gran Barrera de Coral en la costa noreste de Queensland, Australia. Halimeda se forma en el lado occidental o de sotavento de los arrecifes de pantalla exterior donde el flujo de agua es rica en nutrientes del mar abierto que les permite florecer, sus colonia son las más extensas.
El género es uno de los ejemplos mejor estudiados de especies crípticas, debido a la convergencia morfológica dentro de las macroalgas marinas.

Su único género Halimeda tiene las siguientes especies:

## Especies
- Halimeda copiosa Goreau et Graham
- Halimeda cylindracea Decaisne
- Halimeda discoidea Decaisne
- Halimeda gigas W.R.Taylor, 1950
- Halimeda goreauii
- Halimeda gracilis Harv.
- Halimeda incrassata (Ellis) J.V.Lamour.
- Halimeda macroloba Decaisne
- Halimeda macrophysa Askenasy
- Halimeda magnidisca Noble
- Halimeda melanesica Valet
- Halimeda opuntia (L.) J.V.Lamour.
- Halimeda scabra
- Halimeda simulans Howe
- Halimeda taenicola Taylor
- Halimeda tuna (Ellis et Solander) J.V.Lamour.
- Halimeda velasquezii Taylor